# جون بلوم (مهندس مدني)
جون بلوم (بالإنجليزية: John Blume)‏ هو مهندس مدني أمريكي، ولد في 8 أبريل 1909، وتوفي في 1 مارس 2002.